# Phorocera muscaria
Phorocera muscaria là một loài ruồi trong họ Tachinidae.